# Терехово (бывшая деревня, Москва)

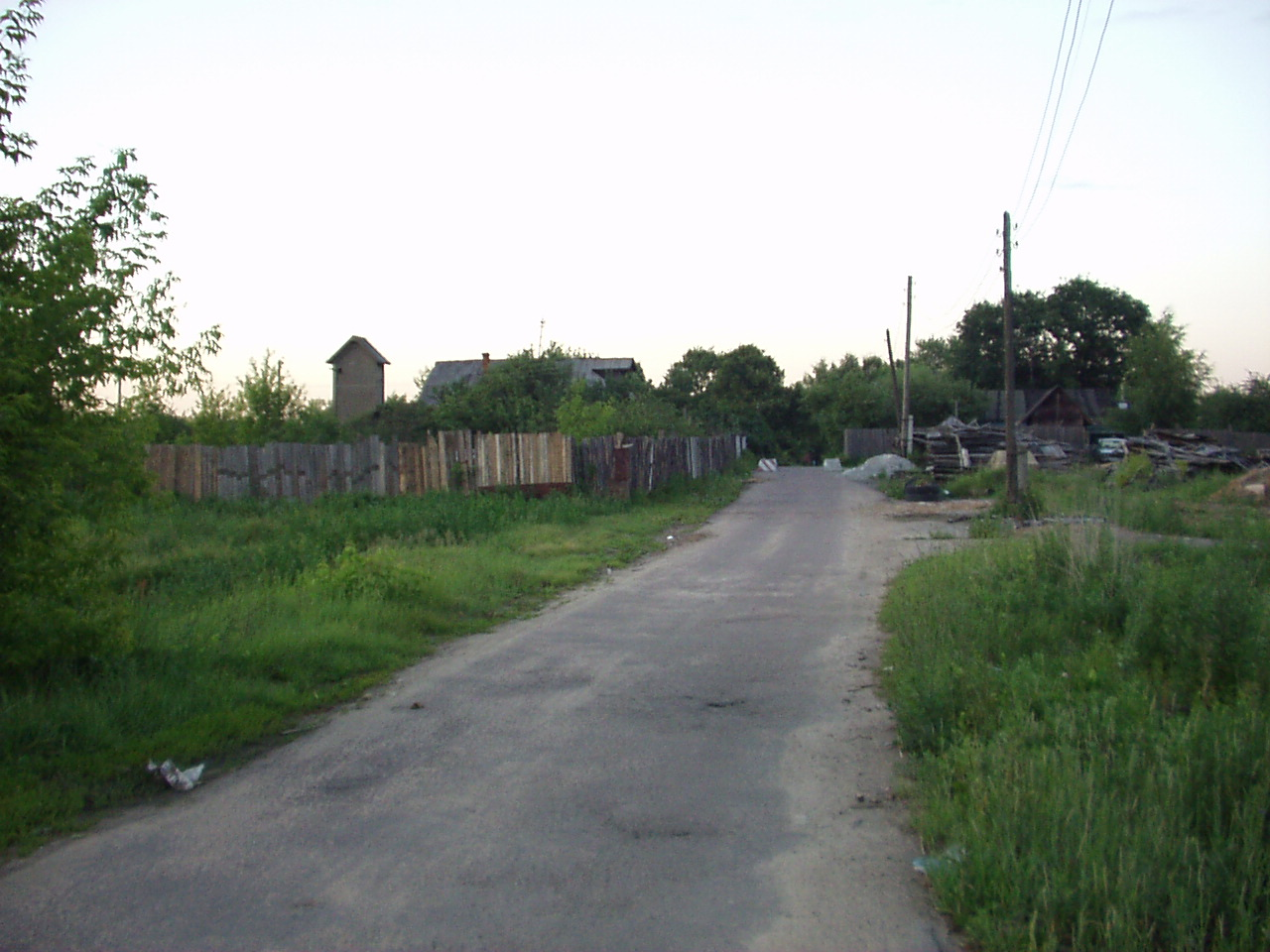
Терехово в 2002 году

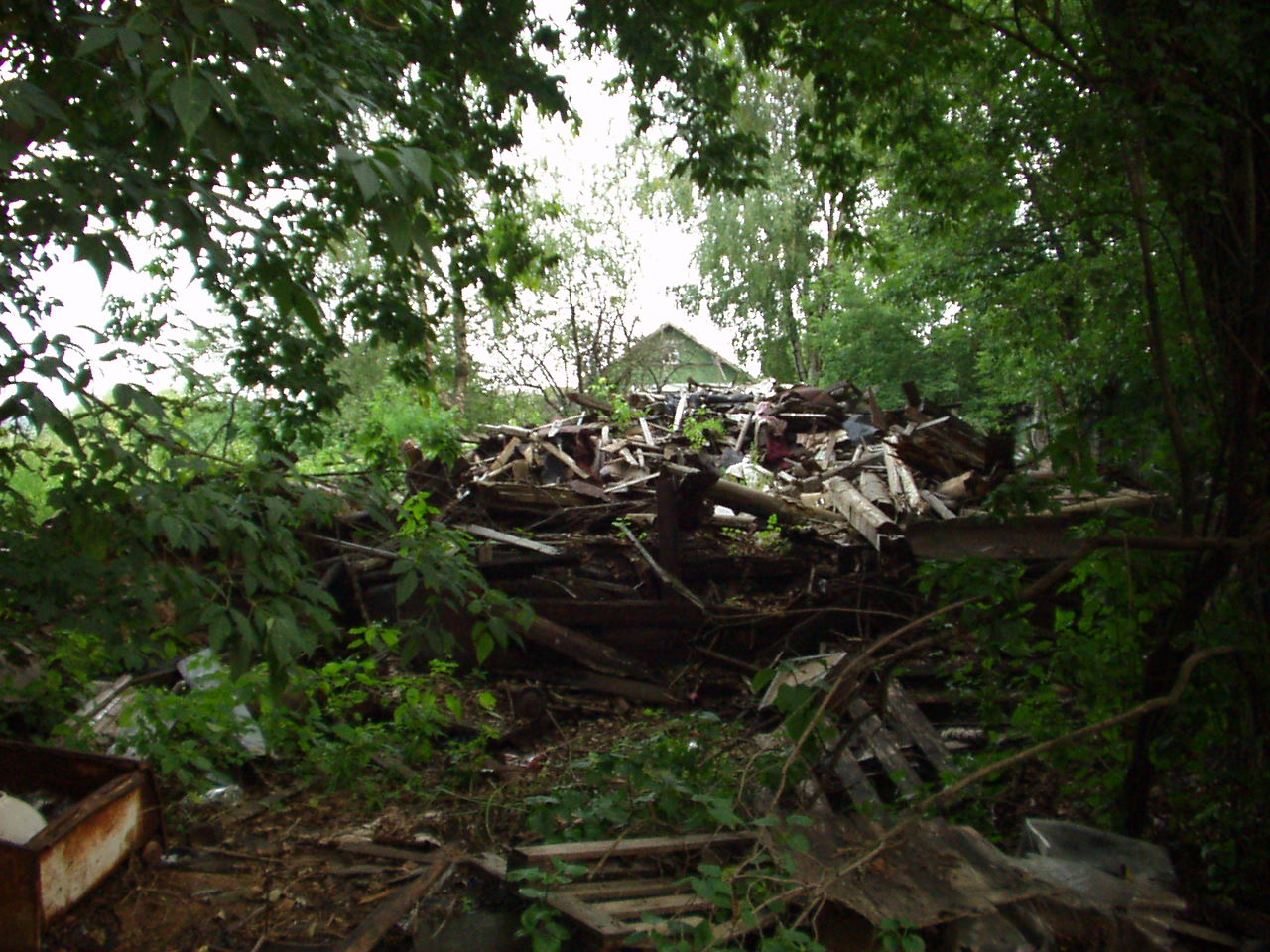
2004 год. Разрушение домов

Те́рехово — бывшая деревня на территории города Москвы в современном районе Хорошёво-Мнёвники в Мнёвниковской пойме — искусственном острове, образованном излучиной Москвы-реки и Карамышевским спрямлением. Являлась одной из трёх последних деревень (вместе с Матвеевским и Троице-Лыково), сохранившихся в пределах МКАД после расширения границ Москвы 1960 года.
Первые сведения о деревне относятся к 1644 году. С начала 1980-х правительство Москвы афишировало несколько проектов расселения Терехова и последующей застройки Мнёвниковской поймы, однако ни один из них не был реализован. Территория поймы в 2011 году получила статус природоохранной зоны, в ней обитали многие виды, занесённые в Красную книгу Москвы. Однако в 2019 году мэрия объявила о планах построить на месте Терехова транспортно-пересадочный узел и одноимённую станцию метро.
В 2020 году деревня была практически полностью снесена. На 2023 год от деревни не осталось ни одного здания.

## История

### Ранние сведения
Деревня Терехово впервые упоминается в писцовых книгах 1644—1646 годов. Предположительно, название происходит от фамилии Терехов, однако носитель не упоминается. На момент упоминания в деревне было 6 дворов, «один из которых — вдовий», и проживало 11 человек. В конце XVIII века в деревне было уже 25 дворов и 156 жителей. В Отечественную войну 1812 года Терехово было разграблено отступающей французской армией. Хотя из 38 имевшихся к тому моменту дворов ни один не сгорел, потери составили 13 тысяч рублей, не считая стоимости уведённого скота.
Согласно личному свидетельству русского археолога и историка Забелина, в 1840-х годах у жителей деревни ещё существовал обычай на Троицын день, приблизившись к Кунцевскому городищу, бросать в реку традиционные зеленые венки с противоположного Кунцеву берега. При этом деревня Терехово располагалась на берегу за излучиной Москвы-реки, и чтобы просто бросить венки в воду, не нужно было идти к городищу. Забелин предположил тогда, что это пережитки языческого почитания требища у «проклятого места».
В середине XIX века население достигло 258 человек. После реформы 1861 года местное крестьянское общество получило 369 десятин земли. В 1877 году в деревне было 42 двора и 274 жителя. В середине 1860-х крестьянин Егоров организовал в деревне бумаго-красильное предприятие. К 1874 году он арендовал у общины ещё полдесятины земли, где была построена более крупная фабрика. Мощность производства составляла около 30 пудов в сутки, при этом весь труд был ручным, только для закачки воды (600 ведёр в день) использовался конный привод. При 17-часовом рабочем дне мужчины получали от 6 до 10 рублей в месяц.

### XX век
В начале 1930-х в Терехове насчитывалось 94 двора, число жителей составило 421 человек. Хотя жители деревни активно сопротивлялись коллективизации и раскулачиванию, в марте 1931 года в деревне был создан колхоз «Пионер». Так же в начале 1930-х на основе бывшей красильной фабрики был открыт пластмассовый завод «Галалит», а впоследствии построен рабочий посёлок.
В 1960-м деревня была включена в черту Москвы, однако избежала сноса, в отличие от многих других. До начала 1980-х в излучине реки на южной и восточной части земли располагалось 1-е отделение совхоза «Звенигородский». В 1980-х небольшое деревенское озеро было засыпано, по словам старожилов, вместо грунта использовали строительный мусор.
В начале 1990-х земля была выведена из жилого фонда. При этом на руках у некоторых жителей оставались вековые документы, подтверждавшие право их собственности на землю. Размер компенсации, предложенной властями, не соответствовал рыночной цене участков, поэтому многие владельцы отказались покидать свои дома. Тем жителям, у которых по каким-либо причинам отсутствовали документы, подтверждавшие права собственности, вообще не было предложено выплат. В этот период была снесена примерно половина домов.
В 1992 году мэрия объявила о планах построить в Мнёвниковской пойме развлекательный «Парк чудес» авторства Зураба Церетели. Проект не был реализован, несмотря на неоднократные заявления городских властей и сообщения СМИ о будущем выселении деревни. Постановление № 690 правительства Москвы от 8 сентября 1998 года предписывало переселение жителей в другие районы и предоставление им в порядке компенсации 231 земельного участка в деревне Ананово Истринского района Московской области.

### XXI век
Согласно постановлению № 150-ПП от 7 марта 2006 года, Терехово было включено в список деревень, территория которых подлежала комплексной реконструкции. В 2010 году снесли посёлок Главмосстроя, располагавшийся поблизости от Терехова. Вдоль улицы Нижние Мневники располагалось несколько автосервисов, байкерская база, руинированные фрагменты бывших совхозных построек и три крупные конюшни.
В 2011 году Мневниковской пойме был присвоен статус «Природный парк», в её экосистеме находились многие виды животных и растений, включённых в Красную книгу Москвы. По данным на 2012 год, в деревне сохранился 31 двор и проживало 86 человек. На территории также находились три конюшни. Терехово не было подключено к линиям центрального отопления и газа, воду брали из специальных колонок. Несмотря на отсутствие бытовых удобств, жители деревни называли её «настоящим раем» за расположение в тихом и «зелёном» историческом месте.
В 2012 году Правительство Москвы организовало международный архитектурный конкурс на разработку лучшей концепции развития Мневниковской поймы. Согласно условиям конкурса, 70 % территории должно было остаться зелёной зоной и только 30 % идти под застройку. Из 192 претендентов были выбраны пять победителей, но ни один из проектов не был реализован.
В 2014 году на месте деревни планировалось возведение Парламентского центра, в который должны были переехать Государственная дума и Совет Федерации, и сопутствующих объектов инфраструктуры. Тогда же был отменён автобусный маршрут № 38, который проходил вокруг деревни и соединял Терехово со станцией метро «Полежаевская». Он был интересен тем, что это был «старейший автобусный маршрут в Москве, сохранявший неизменным хотя бы один из конечных пунктов»: в Терехово он ходил с 13 октября 1937 года, с перерывом на время Великой Отечественной войны. «В связи с незначительной нагрузкой и наличием дублирующего пересадочного сообщения» 1 февраля 2014 года маршрут был упразднён.

## Снос и расселение
В 2016 году вышло постановление правительства Москвы № 244-РП, согласно которому подлежал изъятию «для государственных нужд» 41 жилой дом в деревне Терехово.
На 2019 год в деревне оставалось 62 дома, большая часть которых была заброшена. Оставшиеся жители неоднократно пытались оспорить через суд решение об отселении и отстоять право на полноценную компенсацию стоимости своих участков. Градозащитники и жители деревни предлагали правительству Москвы превратить деревню в фольклорный парк, поскольку деревня оставалась единственным «пасторальным уголком» в столице, а некоторым из деревянных купеческих домов было больше 150 лет. Также поступали предложения разместить в Нижних Мнёвниках экологический парк с просветительским центром, позднее — город-парк «Потешный».
Тем не менее, в начале 2020 года начался снос деревни, к середине февраля в ней оставалось только 8 домов. По характеристике депутата Мосгордумы Екатерины Енгалычевой, применялись «методы за гранью понимания»: при участии 2-го оперполка московской полиции жительницу деревни против её воли вывели из дома и разрушили здание на её глазах, не дав времени забрать личные вещи и кошку. На момент сноса пенсионерке не предоставили нового жилья, предложив комнату в приюте для бездомных. В дальнейшем, жилищный вопрос пенсионерки был решён.
7 декабря 2021 года состоялось открытие станции Московского метрополитена «Терехово» Большой Кольцевой линии. Кроме того, в Мнёвниковской пойме планируется построить два моста и жилой район по программе реновации.